# Stemonurus monticolus
Stemonurus monticolus är en järneksväxtart som först beskrevs av Schellenb., och fick sitt nu gällande namn av Herman Otto Sleumer. Stemonurus monticolus ingår i släktet Stemonurus och familjen Stemonuraceae. Inga underarter finns listade i Catalogue of Life.